# Camí fosc
Camí fosc (títol original: Dark Passage), és una pel·lícula estatunidenca dirigida per Delmer Daves i estrenada l'any 1947. Basada en la novel·la homònima de David Goodis, es tracta d'una de les primeres cintes de la història del cinema gravada majoritàriament en primera persona. A més a més, el film va suposar la tercera col·laboració entre Humphrey Bogart i Lauren Bacall durant la seva etapa com a parella. Està doblada al català.
La pel·lícula va destacar especialment per utilitzar un tipus de cinematografia que evitava mostrar el rostre del personatge de Bogart, Vincent Parry, abans del punt en la història en què Vincent sofreix una cirurgia plàstica que li permet canviar la seva aparença. La majoria de les escenes de pre-cirurgia van ser gravades des del punt de vista de Vincent. En la resta d'escenes gravades des d'altres perspectives, la càmera es posicionava sempre de forma que el seu camp de visió no inclogués la cara de Bogart. 	

## Argument
Un home (Humphrey Bogart) que ha estat injustament empresonat per l'assassinat de la seva dona s'escapa de la presó amb la intenció de provar la seva innocència. Una atractiva desconeguda (Lauren Bacall) li presta ajuda, perquè el seu pare també va ser víctima d'una injustícia.

## Producció
Warner Bros. va pagar a l'autor del llibre, David Goodis, 25.000 dòlars pels drets de la història, que originalment s'havia serialitzat en l'Evening Post del dissabte del 20 de juliol al 7 de setembre de 1946, abans de ser publicada en forma de llibre. En el moment en què es va començar a rodar Dark Passage, Bogart era un dels actors millor pagats de Hollywood, amb un valor mitjà de 450.000 dòlars a l'any.
Robert Montgomery havia realitzat la pel·lícula Lady in the Lake un any abans (tot i que es va estrenar el mateix any que Dark Passage), una de les altres pioneres cinematogràfiques en utilitzar la tècnica de "càmera subjectiva", en què l'espectador veu l'acció a través dels ulls del protagonista. Aquesta tècnica havia estat emprada per primera vegada l'any 1927 a França per Abel Gance a Napoleó i el 1931 pel director Rouben Mamoulian durant els cinc primers minuts de la seva versió de Dr. Jekyll i Mr. Hyde. El crític cinematogràfic Hal Erikson creia que Dark Passage feia un molt millor treball en emprar aquesta tècnica en comparació a la cinta de Robert Montgomery, escrivint: "La primera hora de Dark Passage és el mateix (que l'anterior cinta), i els resultats són molt més exitosos que els que es veuen en la pel·lícula de Montgomery".
Segons Bacall, en la seva autobiografia By Myself, va afirmar que durant el rodatge de Dark Passage, Bogart va començar a perdre cabells com a resultat de l'alopècia areata, encara que les fotografies del seu casament l'any 1945 ja mostraven a un Bogart amb menys cabell. Al final del rodatge va haver de portar una perruca sencera.

## Crítica i taquilla
La pel·lícula va ser un relatiu fracàs de crítica i taquilla tot i reunir de nou a la popular parella Bogart - Bacall. El crític Bosley Crowther va criticar l'actuació de Bogart i va lloar la de Bacall, defensant que "quan Bogart fa el seu primer acte de presència en la pel·lícula mostra una actitud de reserva molt impròpia de l'actor, que només és compensada per la presència del personatge de Bacall".
Vista en retrospectiva avui en dia, segueix sent un digne exponent del gènere de cinema negre i inclou alguns recursos cinematogràfics que en el seu dia van ser molt nous. Destaca el rodatge de gairebé tota la pel·lícula en exteriors a San Francisco i l'ús de la càmera subjectiva, des del punt de vista del fugat Parry durant tota la primera meitat del film.

## Repartiment
- Humphrey Bogart: Vincent Parry
- Lauren Bacall: Irene Jansen
- Bruce Bennett: Bob
- Agnes Moorehead: Madge Rapf
- Tom D'Andrea: xòfer de taxi (Sam)
- Clifton Young: Baker
- Douglas Kennedy: Detectiu
- Rory Mallinson: George Fellsinger
- Houseley Stevenson: Dr. Walter Coley

## Ús de la primera persona
La pel·lícula va destacar per emprar la visió subjectiva durant uns 60 minuts de metratge, aproximadament; tota una innovació per a l'època. Tanmateix, la cinta Lady in the Lake es va estrenar el mateix any i va superar el nombre de minuts gravats en primera persona respecte la de Bogart, fins al punt que quasi tota la cinta estava gravada amb aquesta tècnica a excepció de dues escenes en què el protagonista interpel·la l'espectador, i en altres pocs moments en què veiem al protagonista reflectit en un mirall.
Posteriorment, s'han fet una sèrie de pel·lícules catalogades com "pel·lícules de càmera en mà", que molts crítics han considerat que s'insereixen dins la categoria de cintes "en primera persona". No obstant això, es tracta d'històries fictícies que estan rodades com si es tractés d'un documental, de manera que sembla que es tracti de films reals. Per tant, la seva categorització com a films "en primera persona" no és del tot correcta. Entre aquests films, destaquen REC, El projecte de la bruixa de Blair o Grave Encounters.
L'any 2016 es va estrenar a EUA Hardcore Henry, considerada com la primera pel·lícula de la història del cinema rodada completament en primera persona. Per aconseguir-ho, el director de la cinta i els diferents ajudants de producció van enregistrar totes les preses a través d'una GoPro enganxada a una màscara que portava l'actor principal. A més a més de la màscara, dissenyada per Sergey Valyaev i anomenada per ell mateix com la "Màscara de l'aventura", també es van proposar diversos sistemes d'estabilització que utilitzaven l'electrònica o els imants per filmar la pel·lícula, creats pel director de fotografia Vsevolod Kaptur. Entre els sistemes d'estabilització plantejats, el director va optar pels imants, ja que considerava que s'assemblaven més al moviment natural del cap. Els enregistraments de les càmeres GoPro es van haver d'editar posteriorment per tallar els centenars de preses que hi havia en una sola pel·lícula contínua.
Es va utilitzar un programari de codi obert anomenat Blender per proporcionar la majoria dels efectes visuals de la pel·lícula. El concepte de Harcord Henry prové dels vídeos musicals "Bad Motherfucker" i "The Stampede", que va fer el director de la pel·lícula conjuntament amb Valyaev per a la seva banda, Biting Elbows.